# Sant Salvador de Santa Linya
Sant Salvador de Santa Linya és una església romànica de Santa Linya, al municipi de les Avellanes i Santa Linya (Noguera) inclosa a l'Inventari del Patrimoni Arquitectònic de Catalunya.

## Descripció
Església de planta rectangular allargada d'una sola nau capçada a llevant per un absis semicircular. La nau és coberta amb volta de canó lleugerament apuntada. Tot l'interior està completament arrebossat amb una capa de guix que amaga l'antiga estructura romànica.

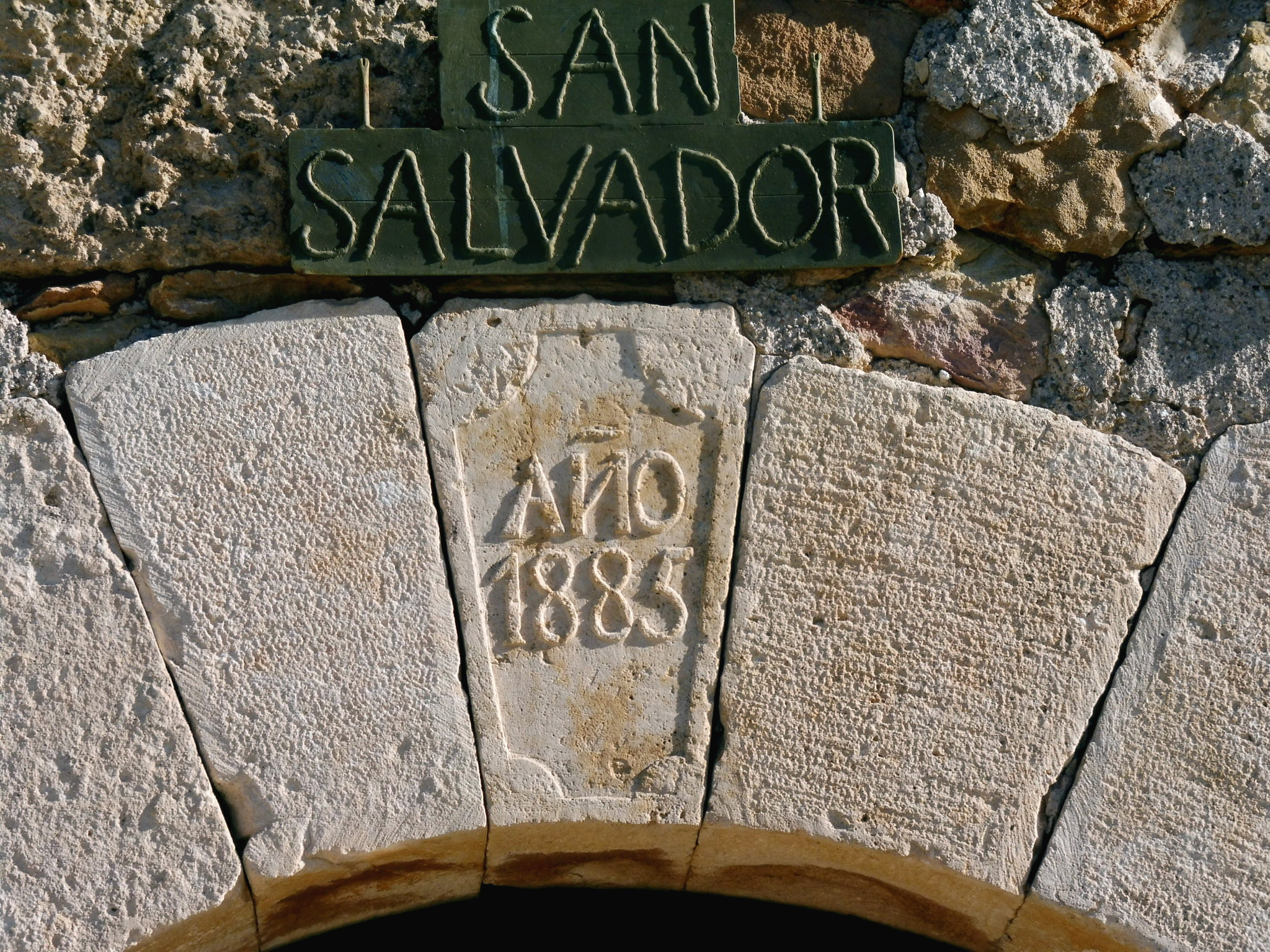
Dovella central de la portada

A ponent hi ha una porta de petites dimensions, feta amb arc de mig punt i coronada per una petita finestra de doble esqueixada. Presenta una data inscrita a la dovella central ("AÑO 1885"). Al mur sud hi ha una finestra de doble esqueixada i la porta original, actualment tapiada, d'arc de mig punt adovellat. L'absis conserva una altra finestra d'arc de mig punt monolític i doble esqueixada.
El parament és de pedra, fet amb aparell de dos tipus: un de més petit i irregular, que ocupa la part baixa dels murs, i un altre de més gros i de mida més regular que ocupa des de la part baixa de les finestres fins a la teulada.

## Història
L'ermita de Sant Salvador és d'origen romànic, però ha estat modificada i restaurada. Aquesta ermita està situada al poble de Santa Linya, al final d'un carrer. El Dijous Sant és l'únic dia que s'hi celebra missa, tot i que temps enrere també es feia per la festivitat del sant.
No se'n coneix cap notícia històrica.